# توماس هاوارد، دومین ارل افینگهام
توماس هاوارد، دومین ارل افینگهام (انگلیسی: Thomas Howard, 2nd Earl of Effingham؛ ۱۷۱۴ – ۱۹ نوامبر ۱۷۶۳) فرمانده نظامی و سیاست‌مدار اهل پادشاهی بریتانیای کبیر بود.